# جفن

جفن يفتح ويغلق

الجَفْنُ بفتح أوله (أما بالكسر فهو غِمدُ السَّيْفِ) وجمعه أَجْفُنٌ، وأَجْفَانٌ، وجُفُونٌ، هو غطاء جلدي للعين وظيفته تغطية حماية العين من المكاره البيئية مثل الرمال المتطايرة والريح والاشياء البارزة يتكون من جفن علوي وجفن سفلي وهو مهم لحماية العين من التعب إذ انه يغلق بين الحين والاخر كما أنه يكون مغلقا أثناء النوم ومن الجدير ذكره ان معظم الحيوانات لها جفون.

## عملية تجميل الجفون
عملية تجميل الجفون المعروفة بأسم (Eyelid surgery، أو blepharoplasty) هي عملية جراحية تتم بغرض تحسين مظهر جفني العين، ويمكن إجراء هذه الجراحة إما لتجميل وشد الجفون العلوية، أو لشد الجفون السفلية فقط أو لتجميل كلا الجفنين معاً. قد تتم هذه العملية بغرض تصحيح بعض المشاكل الوظيفية التي تطرأ على جفن العين بسبب ترهله وتهدله، ومن خلالها يمكن للجراح إعادة الشباب والحيوية لمنطقة ما حول العينين. عادة ما تتم جراحة تجميل الجفون في نفس العملية مع عمليات شد الوجه، وعملية تجميل العيون، وعملية رفع أو شد الحواجب في  مجموعة عمليات تعرف باسم "عمليات تجديد شباب الوجه"، وعادة ما يبدأ الرجال والنساء في إجراء هذه العملية بعد سن الثلاثين.
يمكن لجراحة تجميل الجفون أن تعالج المشاكل التالية تحديداً، وتخلصك مما يلي:
- الجلد المتهدل أو المترهل الذي يشكل ثنيات وتجاعيد تجعل الشكل الطبيعي للجفن العلوي يضطرب، وتؤدي أحياناً إلى اضطراب الرؤية.
- الترسبات الدهنية الزائدة التي تؤدي إلى انتفاخ الجفون.
- الأكياس والتجمعات الدهنية وانتفاخات تحت العين.
- تهدل الجفن السفلي الذي يكشف عن بياض العين أسفل الحدقة.
- الجلد الزائد والتجاعيد الدقيقة في الجفن السفلي.

يستغرق التعافي من عملية شد الجفون بالليزر فترة أقل، لكن فترة التعافي عامة تتراوح مدتها بين أسبوع وأسبوعين يتم بعدها فك أي غرز جراحية استخدمت خلال العملية الجراحية (لا تستخدم الغرز الجراحية في عملية شد الجفون بالليزر).
وفي الفترة التي تلي العملية الجراحية، ينصح المريض بتجنب أشعة الشمس المباشرة لمدة لا تقل عن أربعة أشهر، ويجب الالتزام بتناول بعض الأدوية المضادة للالتهاب خلال فترة الأسبوعين الأولين، وعمل كمادات ماء بارد لتساعد على التخلص من التورم في منطقة ما حول العينين.
ينصح بتجنب الرياضات العنيفة فترة لا تقل عن ثلاثة أسابيع بعد العملية الجراحية، كما ينصح بتجنب أي أنشطة قد تسبب صدمات في منطقة العينين أو ما حولهما لفترة تصل إلى بضع أشهر عقب العملية الجراحية، كما يمنع المريض من استعمال مستحضرات التجميل في منطقة ما حول العينين خلال الأسبوعين الأولين.

### أنواع عمليات تجميل الجفن
1. عملية شد الجفون العلوية
2. عملية شد الجفون السفلية
3. عملية شد الجفنين عن طريق الجراحة
4. عملية شد الجفون بالليزر
5. جراحة رأب الجفن والتي تستخدم لعلاج أكياس العين والجفون المنتفخة.

### المخاطر والمضاعفات
- التعرض لكدمات وتجمعات دموية في منطقة العينين، وتتضمن كذلك خطر النزيف خلال العملية الجراحية، ولهذا ينبغي للمريض الخضوع لعدة تحاليل قبل العملية.[11]
- بعض المرضى يتعرضون لشعور الحكة والألم في منطقة العينين، وزيادة في إفراز الدموع وغير ذلك من الآثار الجانبية للعملية.

لكن هذه التأثيرات تكون مؤقتة على الأغلب ويمكن السيطرة عليها باستعمال مسكنات الألم التقليدية خلال الفترة الأولى بعد العملية الجراحية. قد يتعرض بعض المرضى لفقد الإحساس في منطقة ما حول العينين، أو لبعض الارتعاشات الدائمة في الجفون، لكن هذه التأثيرات نادرة وغير شائعة.
قد يتعرض بعض الأشخاص للحساسية من الضوء أو الشمس بصورة مؤقتة أو دائمة، وقد يجد بعض المرضى صعوبة في إغلاق عيونهم في الفترة الأولى بعد العملية، وقد سجلت تقارير عن إصابة بعض المرضى بجفاف العين بشكل دائم بعد العملية، أو الإصابة بنزيف من الشق الجراحي خلال الفترة الأولى بعد العملية.
قد يعاني بعض المرضى من ظهور الندوب بشكل واضح بسبب طبيعة الالتئام في أجسادهم أو قلة خبرة الجراح في إخفاء الندوب، كما تم تسجيل تغير في الإبصار بصورة نادرة لدى بعض المرضى.

## الأمراض التي تصيب الجفن

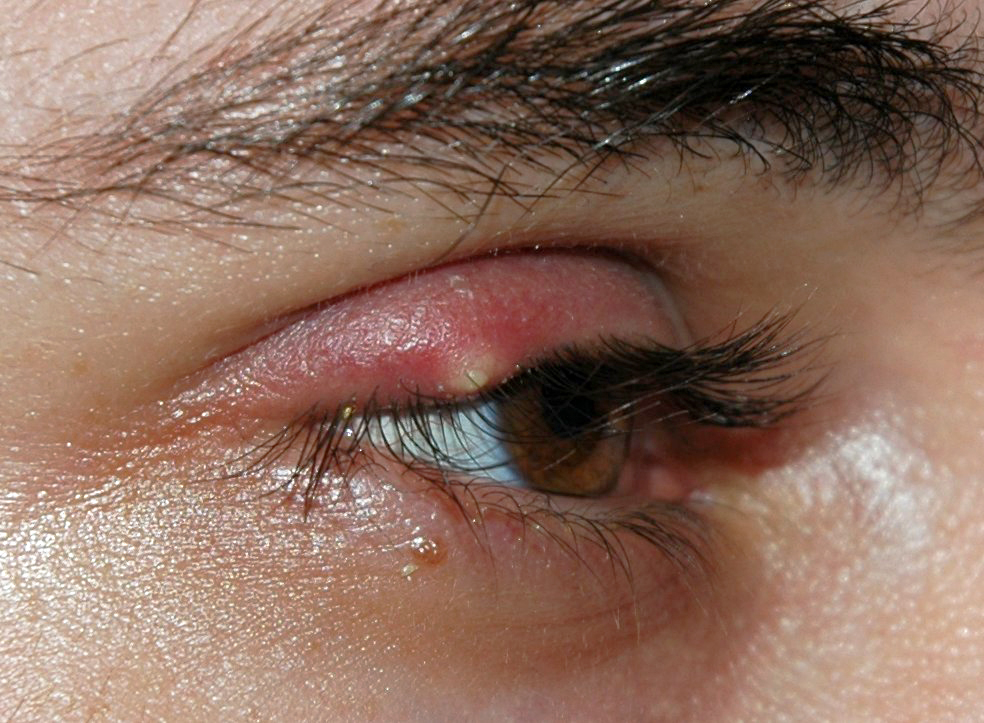
شحاذ العين

- شحاذ العين
- التهاب الجفن
- انعدام الاجفان
- لويحة صفراء
- تشنج الجفن
- انطواء جفني
- ارتخاء الجفن
- التهاب الهلل المحجري
- تدلي الجفن
- التهاب الغدة الدمعية
- شتر خارجي
- انحراف الأهداب
- مرط الجفنين[14]